# Jan Tinbergen
Jan Tinbergen (12. april 1903 i Haag – 9. juni 1994 samme sted) var en hollandsk økonom og sammen med nordmanden Ragnar Frisch den første til at modtage Nobelprisen i økonomi, da prisen blev indstiftet i 1969. 
Prisen blev tildelt på baggrund af Tinbergens og Frisch' "for at have udviklet og anvendt dynamiske modeller i analysen af økonomiske processer". Tinbergen betragtes som en af de mest indflydelsesrige økonomer i det 20. århundrede og en af grundlæggerne af disciplinen økonometri. Udviklingen af den første makroøkonometriske model, løsningen af identifikationsproblemet og forståelsen af dynamiske modeller anses for at være hans tre vigtigste bidrag til økonometrien. I 1945 stod han for dannelsen af det nederlandske Centraal Planbureau (CPB), en statsfinansieret uafhængig økonomisk ekspert-institution, som har spillet en meget vigtig rolle i Hollands økonomiske politik i hele efterkrigstiden. Tinbergen var i 1945-55 CPB's første direktør. 

## Liv og karriere
Jan Tinbergen var den ældste i en børneflok på fem. Hans bror Nikolaas Tinbergen modtog også en Nobelpris (i medicin i 1973) for sit arbejde indenfor etologi (dyrs adfærdsmønstre). De er det eneste eksempel på søskende, som begge har vundet Nobelpriser. Deres yngste bror Luuk Tinbergen blev en kendt ornitolog. 
Jan Tinbergen studerede matematik og fysik 1921-25 ved Universiteit Leiden. Han havde Paul Ehrenfest som vejleder. Bagefter aftjente Tinbergen sin værnepligt i en fængselsadministrationsenhed i Rotterdam og ved Nederlands statistiske centralbureau (CBS) i Haag. I 1929 forsvarede han sin ph.d.-afhandling med titlen "Minimumproblemen in de natuurkunde en de economie" (Minimeringsproblemer i fysik og økonomi). Emnet gav Tinbergen mulighed for at forene sine interesser i matematik, fysik, økonomi og politik. På dette tidspunkt grundlagde CBS en ny afdeling for erhvervsundersøgelser og matematisk statistik, og Tinbergen blev dens første chef. Han arbejdede hos CBS indtil 1945 og havde dermed god adgang til data til brug for aftestningen af sine teoretiske modeller. Samtidig var han fra 1931 professor i statistik ved Universiteit van Amsterdam. I 1933 blev han ydermere ansat ved Nederlandse Economische Hogeschool (i dag Erasmus Universiteit Rotterdam), hvor han forblev indtil 1973.
1947-48 var han formand for det internationale Econometric Society, hvor hans forgængere bl.a. talte Irving Fisher, Joseph Schumpeter og John Maynard Keynes. Han modtog Erasmusprisen i 1967 og Nobelprisen i økonomi i 1969. Det fremtrædende hollandske økonomiske forskningscenter Tinbergen-instituttet er navngivet efter ham.

## Betydning
Jan Tinbergen er bl.a. kendt for den såkaldte 'Tinbergen-norm'. Der eksisterer dog ikke noget skriftligt arbejde fra Tinbergens side, hvori han selv definerer den formelt. Normen opfattes normalt som det udsagn, at hvis forholdet mellem de rigeste og fattigste befolkningsgrupper er større end 5:1, vil det give problemer for det pågældende samfunds funktion. Tinbergen selv har diskuteret nogle nærmere karakteristika for en 5-til-1-indkomstfordeling i en videnskabelig artikel fra 1981. I almindelighed var et af de emner, Tinbergen var mest optaget af, indkomstfordeling og en søgen efter en optimal samfundsindretning.
Tinbergen udviklede den første omfattende nationale økonomisk model, som han først anvendte på Nederland og senere overførte til USA og Storbritannien.
Tinbergen var den første, der opdelte forskellige økonomiske størrelser i "mål" og "midler" (eller "instrumenter"). Mål er de makroøkonomiske variable, som beslutningstagerne ønsker at påvirke, mens midlerne er de variable, som de kan kontrollere direkte. Tinbergen understregede, at hvis man vil opnå ønskede værdier af nogle bestemte mål, må man som beslutningstager råde over et tilsvarende antal midler. Denne distinktion er fortsat vigtig og nyttig i dag og anvendes f.eks. i centralbankernes pengepolitik. Mange centralbanker anvender således inflationen som deres mål og deres toneangivende rente det instrument, der skal opnå det ønskede inflationsniveau.
Tinbergen har haft en enorm indirekte betydning via sin undervisning og påvirkning af senere generationer af økonomer. Amerikaneren Lawrence Klein, der selv modtog Nobelprisen i økonomi i 1980 for sit arbejde med makroøkonometriske modeller, var således meget inspireret af Tinbergen. Tinbergen var også vejleder for den anden nederlandske Nobelprisvinder i økonomi, Tjalling Koopmans, der som fysikstuderende i 1933 mødte Tinbergen og derefter skiftede studieretning og universitet for at lære matematisk økonomi ved universitetet i Amsterdam med Tinbergen som lærer.